# Carpelimus fereus
Carpelimus fereus – gatunek chrząszcza z rodziny kusakowatych i podrodziny kozubków.
Gatunek ten opisany został po raz pierwszy w 2019 roku przez Michaiła Gildienkowa na łamach „Russian Entomological Journal”. Jako lokalizację typową wskazano drogę z Kota Kinabalu do Tambunan w Crocker Range na terenie malezyjskiego stanu Sabah.
Chrząszcz o wydłużonym ciele długości 1,8 mm, ubarwionym brązowo z żółtobrązowymi czułkami i odnóżami, porośniętym jasnymi, krótkimi włoskami. Szersza niż dłuższa głowa ma małe i wysklepione oczy, dobrze rozwinięte, zaokrąglone skronie i wyraźną szyję. Jej powierzchnia jest punktowana nadzwyczaj delikatnie, bardzo drobno i gęsto. Czułki buduje 11 członów, z których trzy ostatnie formują luźną buławkę. Tak samo jak głowa punktowane, szersze niż dłuższe przedplecze ma dwie pary symetrycznych wcisków oraz jeden nieparzysty wcisk owalny. Powierzchnia tarczki ma słabo zaznaczone, okrągłe wciski. Pokrywy również są skrajnie delikatnie, bardzo drobno i gęsto punktowane. Odwłok jest delikatnie szagrynowany.
Owad orientalny, endemiczny dla Borneo, znany tylko z lokalizacji typowej w stanie Sabah. Odnaleziony na rzędnych 1270 m n.p.m.